# Harold Prince
Pour les articles homonymes, voir Prince.
Harold Prince est un metteur en scène et producteur américain de théâtre né le 30 janvier 1928 à New York et mort le 31 juillet 2019 à Reykjavik (Islande).
Son nom est associé aux comédies musicales les plus célèbres de Broadway du XXe siècle, dont West Side Story, Fiddler on the Roof, Cabaret, Evita, The Phantom of the Opera et la plupart des créations de Stephen Sondheim.
Il remporta 21 Tony Awards dont huit pour la meilleure comédie musicale de l'année, deux pour le meilleur producteur et trois récompenses spéciales.

## Biographie

### Vie privée
Il épouse le 26 octobre 1962 Judith Chaplin, fille du compositeur et directeur musical Saul Chaplin (1912-1997). Le couple a eu deux enfants, Charles et Daisy.

## Théâtre

### En tant que metteur en scène
- Tickets, Please! (1950) - assistant à la mise en scène
- Call Me Madam (1950) - assistant à la mise en scène
- Wonderful Town (1953)
- A Family Affair (1962)
- It's a Bird... It's a Plane... It's Superman (1966) - également producteur
- Company (1970-72) - également producteur
- Follies (1971) - également producteur

### En tant que producteur
- The Pajama Game (1954) - coproducteur
- Damn Yankees (1955) - coproducteur
- New Girl in Town (1957) - coproducteur
- West Side Story (1957) - coproducteur
- Fiorello! (1959) - coproducteur
- West Side Story (1960, reprise) - coproducteur
- Tenderloin (1960) - coproducteur
- A Call on Kuprin (1961)
- Take Her, She's Mine (1961)
- It's a Bird...It's a Plane...It's Superman (1966) - également metteur en scène
- Follies (1971) - également metteur en scène

## Distinctions
- International Achievement Summit 2007 : Golden Plate

### Récompenses
Note : les récompenses et nominations en tant que meilleur spectacle/comédie musicale sont décernées au titre de producteur.
- Tony Awards 1955 : Meilleure comédie musicale pour The Pajama Game

- Tony Awards 1956 : Meilleure comédie musicale pour Damn Yankees

- Tony Awards 1960 : Meilleure comédie musicale pour Fiorello!

- Tony Awards 1963 :
  - Meilleur producteur pour A Funny Thing Happened on the Way to the Forum
  - Meilleure comédie musicale pour A Funny Thing Happened on the Way to the Forum

- Tony Awards 1965 :
  - Meilleur producteur pour Fiddler on the Roof
  - Meilleure comédie musicale pour Fiddler on the Roof

- Tony Awards 1967 :
  - Meilleure comédie musicale pour Cabaret
  - Meilleure mise en scène d'une comédie musicale pour Cabaret

- Drama Desk Awards 1970 : Meilleur metteur en scène pour Company

- Drama Desk Awards 1971 : Meilleur metteur en scène pour Follies
- Tony Awards 1971 :
  - Meilleure comédie musicale pour Company
  - Meilleure mise en scène d'une comédie musicale pour Company

- Tony Awards 1972 :
  - récompense spéciale en tant que producteur de Fiddler on the Roof
  - Meilleure mise en scène d'une comédie musicale pour Follies

- Drama Desk Awards 1973 :
  - Meilleur metteur en scène pour A Little Night Music
  - Meilleur metteur en scène  pour The Great God Brown
- Tony Awards 1973 : Meilleure comédie musicale pour A Little Night Music

- Drama Desk Awards 1974 :
  - Meilleur metteur en scène pour Candide
  - Meilleur metteur en scène pour The Visit
- Tony Awards 1974 :
  - récompense spéciale pour Candide (en tant que producteur, reprise)
  - Meilleure mise en scène d'une comédie musicale pour Candide
- Drama Desk Awards 1977 : Unique Theatrical Experience pour Side by Side by Sondheim (en tant que producteur)

- Drama Desk Awards 1979 : Meilleur metteur en scène d'une comédie musicale pour Sweeney Todd, the Demon Barber of Fleet Street
- Tony Awards 1979 : Meilleure mise en scène d'une comédie musicale pour Sweeney Todd, the Demon Barber of Fleet Street

- Drama Desk Awards 1980 : Meilleur metteur en scène d'une comédie musicale pour Evita
- Tony Awards 1980 : Meilleure mise en scène d'une comédie musicale pour Evita

- Drama Desk Awards 1988 : Meilleur metteur en scène d'une comédie musicale pour The Phantom of the Opera
- Tony Awards 1988 : Meilleure mise en scène d'une comédie musicale pour The Phantom of the OperaThe Phantom of the Opera

- Drama Desk Awards 1995 : Meilleur metteur en scène d'une comédie musicale pour Show Boat (reprise)
- Tony Awards 1995 : Meilleure mise en scène d'une comédie musicale pour Show Boat

- Tony Awards 2006 : récompense d'honneur pour l'ensemble de sa carrière (Lifetime Achievement)

### Nominations
- Tony Awards 1958 :
  - Meilleure comédie musicale pour New Girl in Town
  - Meilleure comédie musicale pour West Side Story

- Tony Awards 1964 :
  - Meilleur producteur pour She Loves Me
  - Meilleure comédie musicale pour She Loves Me
  - Meilleure mise en scène d'une comédie musicale pour She Loves Me

- Tony Awards 1969 :
  - Meilleure comédie musicale pour Zorba
  - Meilleure mise en scène d'une comédie musicale pour Zorba

- Tony Awards 1972 : Meilleure comédie musicale pour Follies

- Tony Awards 1973 : Meilleure mise en scène d'une comédie musicale pour A Little Night Music

- Drama Desk Awards 1976 :
  - Meilleur livret d'une comédie musicale pour Pacific Overtures
  - Meilleur metteur en scène d'une comédie musicale pour Pacific Overtures
- Tony Awards 1976 :
  - Meilleure comédie musicale pour Pacific Overtures
  - Meilleure mise en scène d'une comédie musicale pour Pacific Overtures

- Tony Awards 1977 : Meilleure comédie musicale pour Side by Side by Sondheim

- Tony Awards 1978 : Meilleure mise en scène d'une comédie musicale pour On the Twentieth Century

- Tony Awards 1985 :
  - Meilleure comédie musicale pour Grind
  - Meilleure mise en scène d'une comédie musicale pour Grind

- Tony Awards 1993 : Meilleure mise en scène d'une comédie musicale pour Kiss of the Spider Woman

- Drama Desk Awards 1999 : Meilleur metteur en scène d'une comédie musicale pour Parade
- Tony Awards 1999 : Meilleure mise en scène d'une comédie musicale pour Parade

- Drama Desk Awards 2007 : : Meilleur metteur en scène d'une comédie musicale pour Lovemusik